# Chłopice
Chłopice (ukr. Хлопиці, lub Хлопичі) – wieś w Polsce położona w województwie podkarpackim, w powiecie jarosławskim, w gminie Chłopice.
W latach 1954–1972 wieś należała i była siedzibą władz gromady Chłopice. W latach 1975–1998 miejscowość administracyjnie należała do województwa przemyskiego.
Miejscowość jest siedzibą gminy Chłopice.
We wsi jest biblioteka samorządową, Gminna Spółdzielnia "Samopomoc Chłopska", bank spółdzielczy oraz ośrodek zdrowia.

## Części wsi
| SIMC    | Nazwa      | Rodzaj    |
| ------- | ---------- | --------- |
| 0599770 | Emilówka   | część wsi |
| 0599787 | Figura     | część wsi |
| 0599793 | Grobla     | część wsi |
| 0599801 | Parcelacja | część wsi |
| 0599818 | Pod Figurą | część wsi |
| 0599824 | Sośnina    | część wsi |
| 0599830 | Tarnawka   | część wsi |
| 0599847 | Za Kowalem | część wsi |

## Historia
Chłopice są znane od XV w., według informacji podanych przez Długosza wieś pierwotnie nazywała się Chlopycze. Wieś posiada jednak znacznie starszy rodowód.
Na obszarze wsi zostały odnalezione wyroby kultury ceramiki sznurowej, które sięgają czasów epoki kamienia. W tym samym czasie odkryto podobne znalezisko w słowackiej miejscowości Vesele, dlatego twórców tej kultury archeolodzy zaliczyli do grupy Chłopice – Vesele. Odkryto także cmentarzysko urnowe.
Na terenie Chłopic znaleziono ślady świadczące o istnieniu tu średniowiecznej osady. Przed I wojną światową znaleziono w czasie wydobycia torfu, szkielet w zbroi rycerskiej.
Najwcześniejsze dokumenty o Chłopicach pochodzą z lat 1435, 1444. Jako właściciel wymieniony jest „Nobil Stanislaus (Stanko) Chlopski de Chłopice” od nazwiska którego wieś zapewne przyjęła nazwę. Nowymi właścicielami wsi w 1555 r. zostali Drohojowscy, a to za sprawą sprzedaży Chłopic przez Hieronima Chłopickiego staroście wolbromskiemu, późniejszemu kasztelanowi przemyskiemu – Stanisławowi Drohojowskiemu. W 1583 r., gdy Stanisław zmarł, majątek po nim odziedziczył jego syn – Jan Drohojowski, a następnie w 1601 r. przejęli go jego bracia. W 1610 r. właścicielem Chłopic był jeden z nich – Maciej St. Drohojowski. W 1652 r. sprzedano wieś Janowi Charzewskiemu. W dokumentach z roku 1657 pojawia się wzmianka o wsi, kiedy to został przydzielony na obronę Przemyśla jeden żołnierz z Chłopic i uiszczono na ten cel kwotę 5 zł przez Charzewskiego.
Wieś położona w powiecie przemyskim, była własnością Aleksandra Boiszowskiego, została spustoszona w czasie najazdu tatarskiego w 1672 roku.
Znany jest kontrakt kupna majątku Chłopice przez księcia węgierskiego Franciszka Rakoczego II. Chłopice należały do niego w latach 1707–1713. Mało dochodowe majątki Chłopice i Jankowice zastawił u Elżbiety z Lubomirskich Sieniawskiej za 350 000 złotych spłacanych przez nią ratami.
Następnie miejscowość przeszła w ręce rodu Bibersztajn Boiszewskich. W 1713 r. właścicielem był podczaszy wieluński – Andrzej Bibersztajn Boiszewski, który jeszcze w 1694 r. przyjął zapis na Chłopice od jarosławskich jezuitów z kolegium św. Jana, w wysokości 12 tysięcy polskich złotych. W czasach wojny północnej miał problem z płaceniem procentu tej sumy. Jego córka Teresa, wraz z mężem Janem Ostrowskim, cześnikiem sieradzkim, była fundatorką parafii greckokatolickiej, powstałej przy kaplicy NMP w Chłopicach w 1731 r. Rodzina miała problemy finansowe i w 1736 r. Jan Ostrowski wraz z synem zastawił majątek w Chłopicach. Na początku drugiej połowy XVIII w. Chłopice przechodzą w ręce stolnikowej owruckiej – Zofii z Markowskich Rzymowskiej. Za jej czasów zbudowano we wsi nową cerkiew drewnianą, którą poświęcono w 1763 r. (od 1786 r. zamieniona na kościół, w latach 1863-1875 ponownie przejęta na cerkiew, aby w 1875 r. znów spełniać rolę kościoła). Opierając się na zachowanych materiałach i legendach można stwierdzić, że w połowie XIV w. na pagórku pośrodku wsi istniała już cerkiew prawosławna (zapadła się około 1550 r.), a w 1490 r. została zbudowana przez Michała Korniakta kaplica. Drugą, drewnianą kaplicę ufundował w 1688 r. król Jan III Sobieski.
W roku 1796 umiera mąż stolnikowej – Kazimierz Chojecki, a majątek dziedziczą ich córka i syn – Stanisław Chojecki, który po spłaceniu siostry staje się pełnoprawnym właścicielem. 23 grudnia 1788 r. za sprawą rozporządzenia cesarskiego Chłopicom odebrano i przekazano na potrzeby wiernych obrządku łacińskiego cerkiew wraz z uposażeniem i budynkami.
W pierwszej połowie XIX w. Chojeccy tracą Chłopice, a w poł. XIX w. ich właścicilelką zostaje Antonina z Bąkowskich Tarnawiecka. Z kolei, z końcem lat 70. dobra chłopickie nabyli Władysław Bolesław i Emilia z Głogowskich hr. Koziebrodzccy. Hrabia Władysław Koziebrodzki (zm. 13.02.1893) był posłem na Sejm Krajowy Galicji i do Rady Państwa, a oprócz tego zajmował się pisarstwem. Groby tych właścicieli Chłopic znajdują się w kaplicy przykościelnej w Chłopicach. Przy głównym dworze (nieopodal Boratyna) oraz w Emilówce (nazwanym od imienia żony), wybudował wiele murowanych budynków, w tym dwa domy mieszkalne. Za czasów jego gospodarzenia majątek obejmował 735 morgów, z czego 124 morgi to lasy. Do dworu należały również trzy karczmy, młyn, cegielnia i dwa folwarki. Obszar ten zmniejszył się pod koniec XIX w. o 45 morgów, gdyż sprzedano kawałek lasu Gustawowi Jahnowi. Ok. 1900 r. cały majątek przeszedł na rzecz Mariana Lisowieckiego. Był on również świetnym gospodarzem i nabył także sąsiedni majątek – Boratyn (1914 r.). Po jego śmierci w 1938 roku pochowano go na miejscowym cmentarzu, a majątek odziedziczyła żona. Po wybuchu II wojny światowej majątek został przejęty przez państwo.

## Zabytki

### Kościół Wniebowzięcia Najświętszej Marii Panny
Świątynia została wybudowana na miejscu drewnianej kaplicy powstałej w 1688 r. Ufundowała ją Zofia z Markowskich Rzymowska w 1761 r. Pierwotnie była to cerkiew, konsekrowana w 1763 r. przez ks. Atanazego Szeptyckiego, przemyskiego biskupa greckokatolickiego. W 1786 r. została zamieniona na kościół i ustanowiono tam parafię Wniebowzięcia NMP, by w latach 1863-1875 ponownie przejęto ją na cerkiew. Ostatecznie od 1875 roku spełnia rolę kościoła. Świątynia zachowała się w niezmienionym stanie, z wszelkimi nawarstwieniami i elementami architektonicznymi. Oryginalna bizantyjska polichromia została odrestaurowana w latach 1958-1960 przez zespół krakowskich konserwatorów, a w latach 1988-2000 ponownie dokonano restauracji.
Kościół posiada oryginalny XVIII-wieczny wystrój wnętrza. Wyposażenie kościoła pochodzi z czasów powstania świątyni i jest utrzymane w stylu barokowym. Znajduje się tam kilka XIX-wiecznych epitafiów, prawdopodobnie z lat 1863-1875. W kościele znajdował się cudowny obraz "Madonny" (ikona) z 1490 r., lecz w 1992 r. został skradziony. Jego miejsce zajmuje obecnie kopia, namalowana w 1995 r. przez artystę Emila Polita.
Równocześnie ze świątynią wzniesiono kaplicę, której wnętrze ozdobiono polichromią przedstawiającą cudowne wydarzenia związane z kultem Matki Bożej. W poł. XIX w. kaplicę rozbudowano, a kryptę w nowej części przeznaczono na miejsce spoczynku dla hrabiów Koziebrodzkich. Na południowy wschód od kościoła znajduje się ołtarz polowy wzniesiony w latach 80. XX w. Stanowi ona ciekawe i stylowe nawiązanie do form dzwonnicy-kaplicy znajdującej się w zespole. Nieopodal kościoła znajdują się budynki starej i nowej plebanii, zabudowania gospodarcze oraz budynek zakonny Sióstr Służebniczek, tzw. "Ochronka". Po drugiej stronie, na polanie, mieściła się kiedyś karczma żydowska, którą jednak zlikwidowano ok. 1910 r., kiedy jej właściciel wraz z rodziną został zamordowany.

### Dwór Lisowieckich
"Pałacyk" został wybudowany na miejscu starego XVIII w. dworu z końcem lat 30. XX w. Po przejęciu majątku przez państwo dworek był wykorzystywany jako siedziba władz gminy, a od 1982 do 2017 r. mieściła się tu szkoła podstawowa.
Dwór zaprojektowany przez Wacława Krzyżanowskiego, architekta okresu międzywojennego. O projekcie w czasopiśmie "Architekt" pisał Władysław Ekielski:

[...]dwór dla Dr. Lisowieckiego o 525 m 2 z. p. w Chłopicach, pod Jarosławiem, jako rezultat wielokrotnych wahań w ustaleniu programu.
W tym ostatnim wypadku żądano, aby przy nielicznym składzie rodziny, unikać martwych części domu; stąd zajazd z boku od północy tak, że mieszkaniec musi przejść z hallu do wszystkich pokojów — od prawej ku lewej stronie. Przez to uzyskano wszędzie ruch i życie,
kuchnia znalazła miejsce po stronie prawej (teren spada tu o 1'90 m), natomiast starodrzew Ogrodu leży po stronie lewej, od zachodu; tam też hall i salon; na wielkie przyjęcia służy wyjątkowo salon na I p. Tak to wyreżyserował architekt życie, w nowoczesnym polskim
dworze i dzisiejsi mieszkańcy — oczywiście — posłuszni jego wskazówkom być muszą.

Ogród przy zespole dworskim został założony w XVIII wieku, a znacznie rozszerzony w wieku XIX według założenia krajobrazowego w stylu angielskim, z zachowaniem reliktów byłej dąbrowy. Aktualnie jego drzewostan nie jest szczególnie pokaźny. Występują w nim: buki, dęby, graby, jesiony, świerki, sosny, oraz kilka rzadkich i egzotycznych gatunków, jak: platany, robinie akacjowe zw. grochodrzewami, oliwnik, magnolie, tulipanowce i derenie.

### Folwark

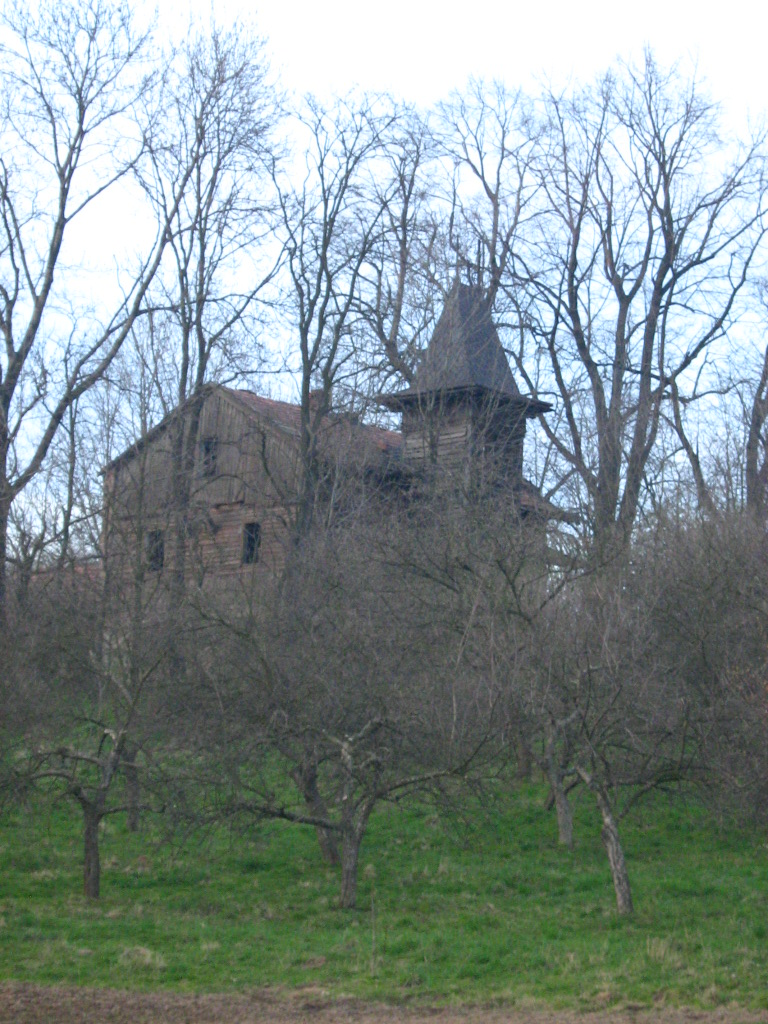
Folwark w Chłopicach

Ruiny folwarku znajdują się na krawędzi wysokiego stoku w północnej części wsi. Otoczony jest rzędowymi nasadzeniami z kasztanowca i półnaturalnymi zbiorowiskami roślinnymi z grochodrzewem i klonem polnym. Jest to drewniano-murowany dwór z XVII wieku, przebudowany w pierwszej połowie XIX wieku. Niestety, ośrodek gospodarczy nie przetrwał do naszych czasów.

## Osoby związane z miejscowością
- Ewa Dzieduszycka (1879–1965) – podróżniczka urodzona w Chłopicach[15]
- ks. prał. Tomasz Włazowski (1858–1939) – proboszcz w Sieniawie i Radymnie, dziekan jarosławski, poseł do austriackiej Rady Państwa.

## Sport
W miejscowości działa klub piłki nożnej, Wiraż Chłopice, występujący w A klasie, grupa Jarosław.